# Tilted Mill Entertainment
Tilted Mill Entertainment – producent gier komputerowych. Firma ma siedzibę w Framingham w stanie Massachusetts. Została założona w 2001 przez byłego głównego projektanta i menadżera studia Impressions Games, Chrisa Beatrice, menadżera Petera Haffenreffera i projektanta Jeffa Fiske.
W firmie zatrudnionych jest 50 osób. Nazwa "Tilted Mill" jest nawiązaniem do Don Kichota.

## Wyprodukowane gry
- Immortal Cities: Children of the Nile
- Cezar IV
- SimCity: Społeczności